# Metaxya
Metaxya je rod kapradin z čeledi Metaxyaceae. Je to jediný rod této čeledi. Zahrnuje 2 druhy, z nichž jeden byl popsán v roce 2001. Zástupci rodu Metaxya jsou pozemní kapradiny s jednoduše zpeřenými velkými listy, rozšířené v tropické Americe.

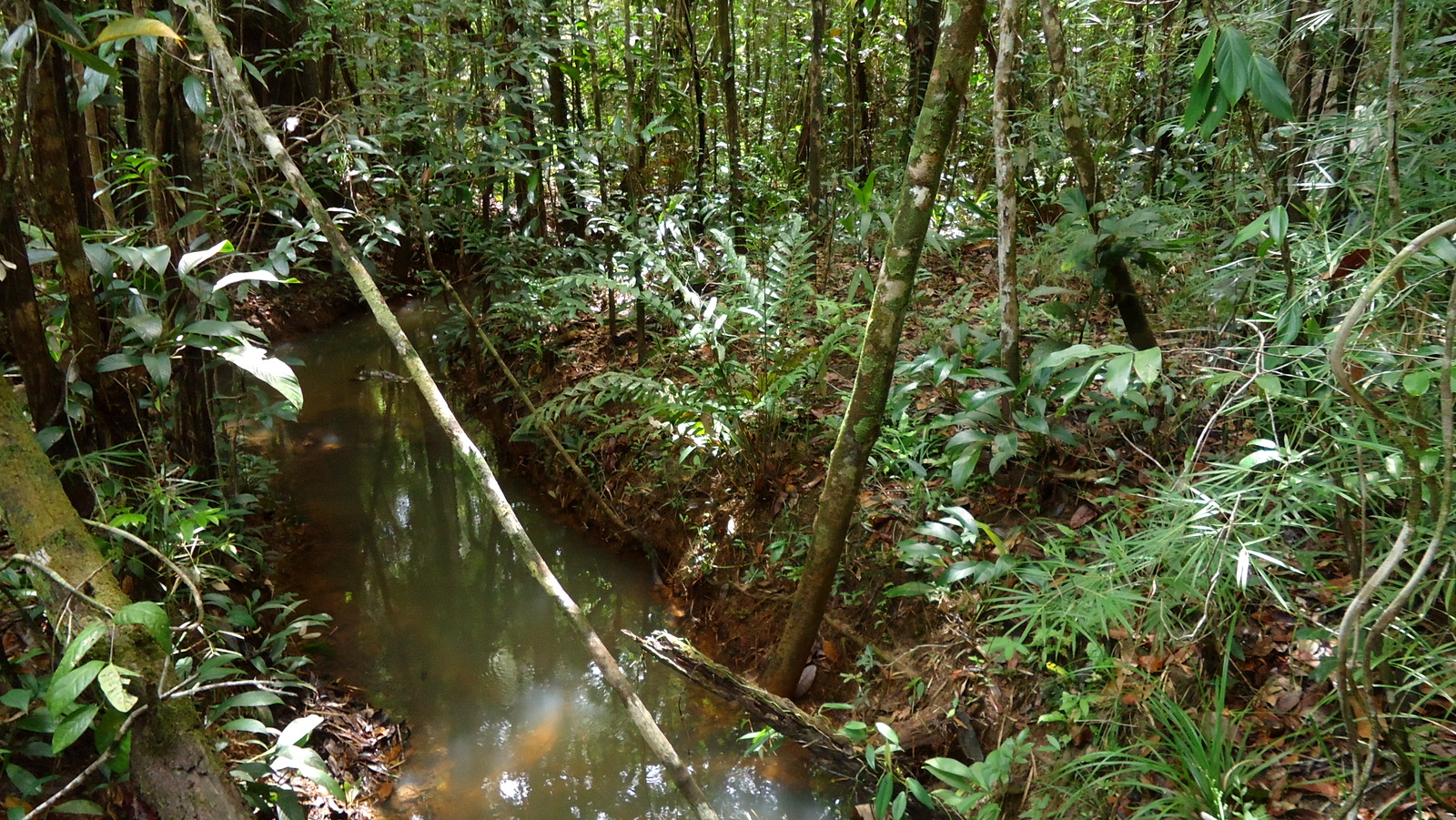
Metaxya rostrata na přirozeném stanovišti v Brazílii

## Popis
Zástupci rodu Metaxya jsou pozemní kapradiny s tlustým, plazivým nebo částečně vzpřímeným oddenkem. Vrchol oddenku je hustě pokrytý žlutavými až oranžovými chlupy. Šupiny chybějí. Cévní svazky jsou typu solenostélé. Listy jsou stejnotvaré, jednoduše zpeřené, 1 až 2 metry dlouhé. Jednotlivé lístky jsou kopinaté, řapíčkaté, celistvé, s dlouze zašpičatělým, řídce zubatým vrcholem. Žilnatina je tvořena volnými, rovnoběžnými, někdy vidličnatě větvenými žilkami jdoucími přímo od středního žebra k okraji listu. Řapíky jsou až 1 metr dlouhé. Výtrusné kupky jsou na spodní straně listů, bez ostěr, po 1 až 3 na jednu žilku, uložené v mělkém lůžku. Sporangia jsou četná, promísená hojnými chlupy. Spory jsou kulovité, triletní, se zrnitým povrchem. Prokel je nadzemní, zelený, srdčitého tvaru.

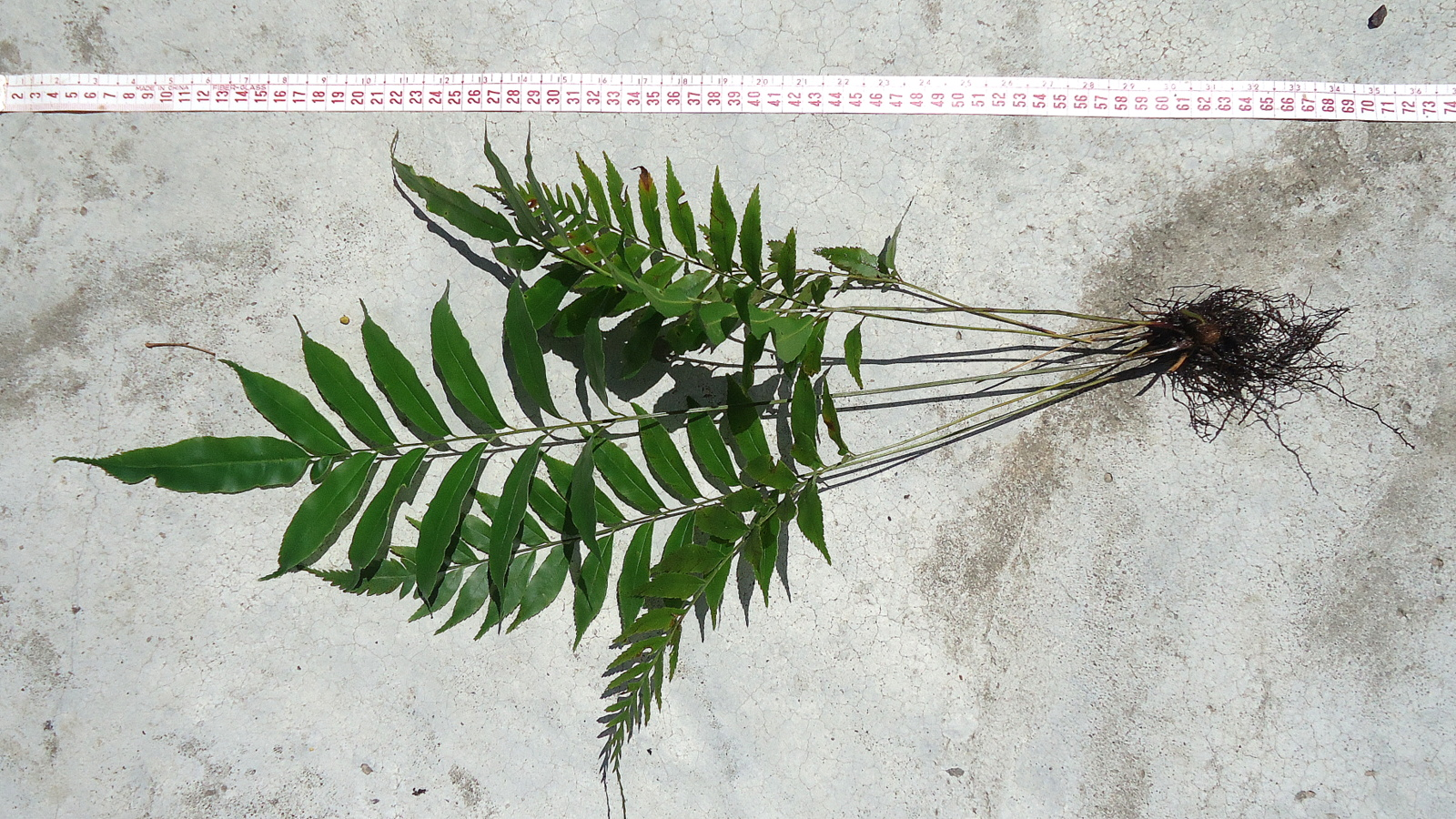
Rostlina Metaxya rostrata
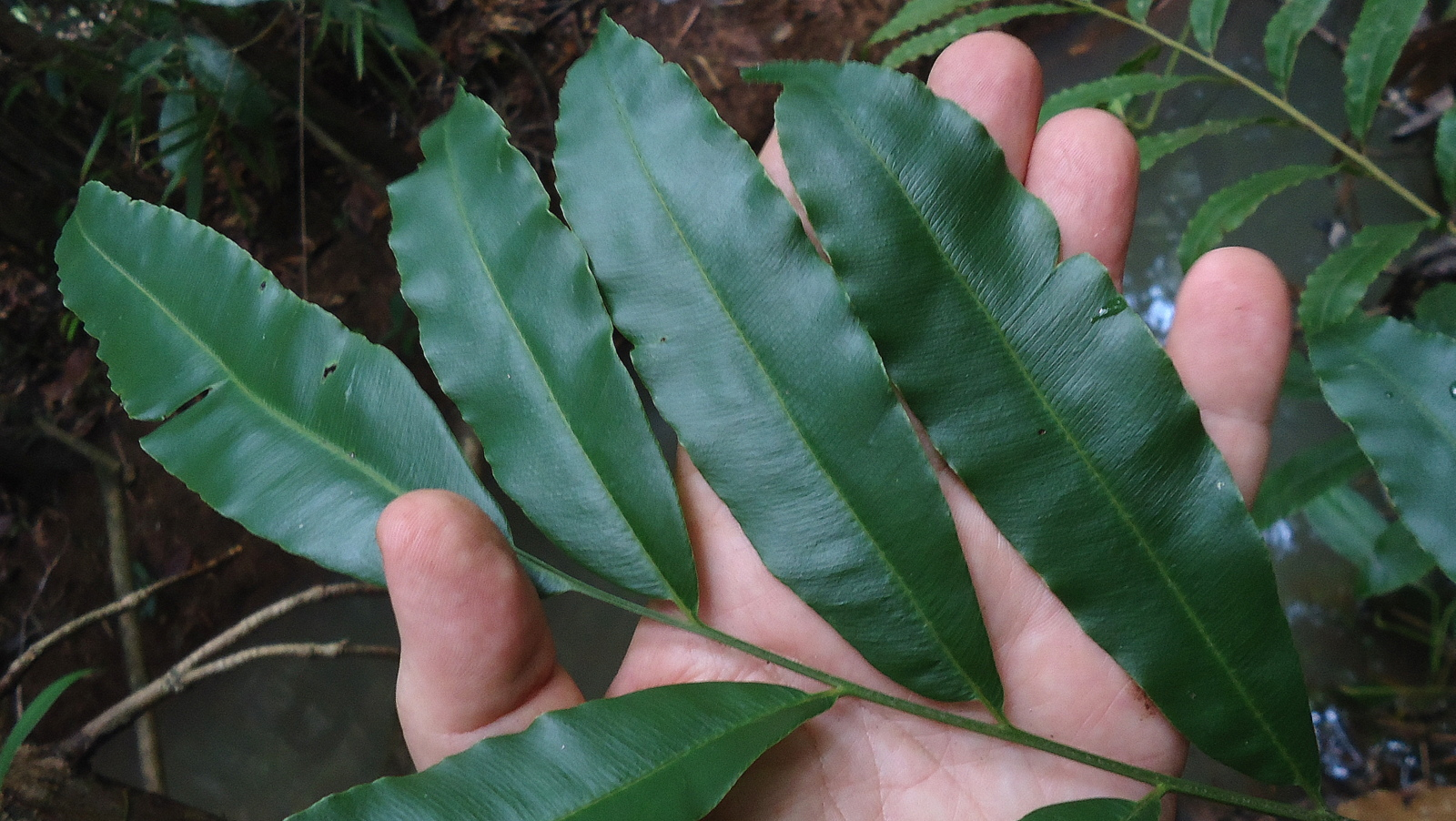
List Metaxya rostrata
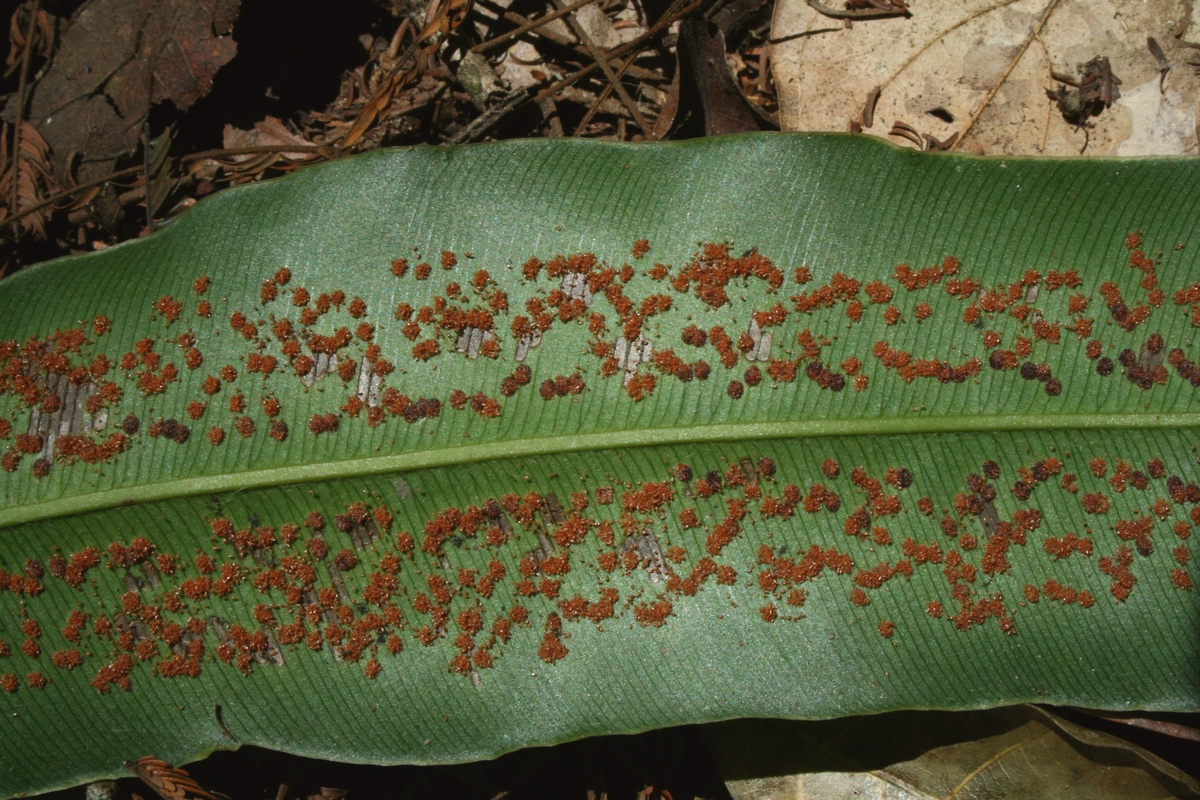
Detail výtrusných kupek Metaxya rostrata

## Rozšíření a ekologie
Rod Metaxya zahrnuje 2 druhy. Je rozšířen v tropické Americe od jižního Mexika po severní Brazílii, Bolívii a Peru a na některých Karibských ostrovech. Vyskytuje se v nížinných a nižších horských tropických deštných lesích v nadmořských výškách od 50 do 1000 metrů. Oba druhy, ačkoliv místy rostou ve stejných oblastech, mají odlišné ekologické nároky a nerostou spolu na stejných stanovištích. Metaxya lanosa se vyskytuje na extrémně chudých písčitých půdách v podrostu řídkých, nevysokých lesů. Metaxya rostrata roste v různých typech lesů na rozličných podkladech od živných jílovitých půd po chudé hlinité či písčité půdy, nikoliv však na tak chudých stanovištích jako druhý druh.

## Taxonomie
Druh Metaxya rostrata popsal Karel Bořivoj Presl v roce 1836.
Rod Metaxya byl od té doby považován za monotypický, v roce 2001 byl pak popsán další druh, Metaxya lanosa. Od druhu Metaxya rostrata se liší zejména hustě chlupatým řapíkem a středním žebrem listu, širšími a oválnějšími lístky, bělavými a chrupavčitými okraji listů aj.